# Мощаниця (заказник)
Мощаниця — лісовий заказник місцевого значення. Об'єкт розташований на території Лугинського району Житомирської області, ДП «Лугинське ЛГ», Липницьке лісництво, кв. 8, кв. 9, кв. 10.
Площа — 136,8 га, статус отриманий у 2010 році.